# 1133 Lugduna
1133 Lugduna је астероид главног астероидног појаса са средњом удаљеношћу од Сунца која износи 2,185 астрономских јединица (АЈ).
Апсолутна магнитуда астероида је 12,22 а геометријски албедо 0,121.